# Dutch Lauer
Harold Sebastian „Dutch“ Lauer (* 8. Januar 1898 in Monroe, Michigan; † 9. August 1978 in Dearborn, Michigan) war ein US-amerikanischer American-Football-Spieler. Er spielte in der National Football League (NFL) bei den Rock Island Independents, den Green Bay Packers, den Toledo Maroons und den Detroit Panthers.

## Spielerlaufbahn
Dutch Lauer besuchte die James Monroe High School in Detroit und studierte nach seinem Schulabschluss von 1919 bis 1921 an der University of Detroit Mercy, für deren Footballmannschaft, die Detroit Titans, er spielte. Lauer wurde sowohl in der Offense als auch in der Defense der Titans eingesetzt. Während seiner Studienzeit erzielte er 42 Touchdowns in 28 Spielen. 1921 wurde er in die Ligaauswahl gewählt. Im Jahr 1922 spielte er als Profi bei den von Jimmy Conzelman trainierten Rock Island Independents. Noch während der Saison wechselte er zu den Green Bay Packers. Im Jahr 1923 lief Lauer für die Toledo Maroons auf. 1925 verpflichtete er sich bei den Detroit Panthers. Hier traf er erneut auf Conzelman, dem die Mannschaft gehörte. Conzelman fungierte zudem als Spielertrainer der Panthers. Mit der Mannschaft um den mehrfachen All-Pro-Spieler Gus Sonnenberg konnte Lauer 1925 seinen größten Erfolg feiern: Die Panthers belegten nach Abschluss der Saison den dritten Tabellenplatz. Nach einem enttäuschenden Spieljahr 1926 beendete Lauer seine Laufbahn. Er wurde 1981 in die University of Detroit Mercy Athletics Hall of Fame aufgenommen.